# Груди комах

Голова і груди кімнатної мухи Musca domestica: 1 — prescutum; 2 — scutum; 3 — scutellum; 4 — propleuron; 5 — mesopleuron; 6 = metapleuron; 7 — prosternum; 8 — mesosternum; 9 — metasternum

Гру́ди кома́х — відділ (тагма) тіла комах, що розміщується між головою і черевцем. Складається з трьох сегментів: передньо– (лат. prothorax ), середньо– (mesothorax ) та задньогруди (metathorax). Основна функція грудей — переміщення тіла і його частин у просторі. Це здійснюється завдяки прикріпленим до грудей ногам і крилам. Груди комах є варіантом тораксу.

## Будова
На відміну від голови, членики грудей зазвичай чітко відокремлені один від одного. Разом з тим, в ході еволюції, завдяки розвиткові крил, сегменти грудей зазнали глибокої трансформації. Їхні частини набули істотних відмін між собою. Фахівці вважають членики грудей комах найскладніше побудованими сегментами в усьому типові членистоногих
.
Із головою груди з'єднані округлою у поперечному перерізі шиєю. Її стінки утворені тонкою гнучкою мембраною. Діаметр шиї значно менший, ніж у голови або грудей. Вона коротесенька, через що рухливість голови дуже обмежена навіть у хижаків, що здобувають їжу, нерухомо чатуючи її богомоли.
Як правило, кожен з трьох члеників грудей має пару ніг. Середньо- та задньогруди несуть ще й крила. Тому комплекс з цих двох члеників інколи іменують птеротораксом (грец. πτερων, крило). Кожне грудне кільце має потовщення стінок — склерити. Спинне потовщення називають тергітом, грудне — стернітом, бічні — плевритами. Сукупність трьох тергітів утворює спинку, сукупність трьох стернітів — грудку. Крило прикріплюється між тергітом і плевритом, нога — між плевритом і стернітом.

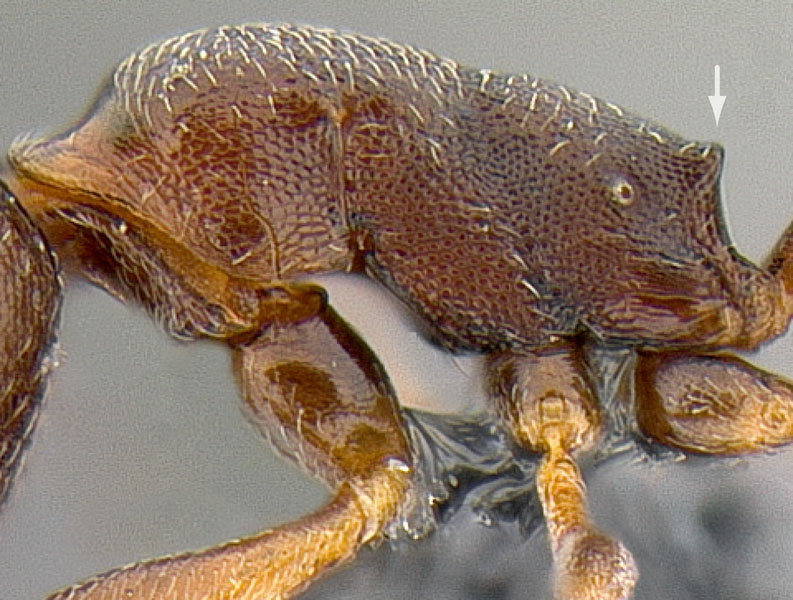
Груди мурашки з підродини Myrmicinae. Стрілочкою показаний проподеум — перший членик черевця, злитий із задньогрудьми

У перетинчастокрилих з підряду стебельчасточеревні (мурашки, оси та інші) до складу грудей входить ще й перший членик черевця, що злився з задньогрудьми. Другий же членик черевця звужений і утворює стебельце («талію»). Воно значно підвищує рухливість черевця. Крім того, у цих же комах на передньогрудях мембрани поміж тергітом і плейритами розростаються. Завдяки цьому голова й передні ноги одержують більшу свободу дій, і це забезпечує різнобічну будівельну діяльність (спорудження чарунків, викопування нірок тощо).
У комах, що не мають крил, усі три сегменти грудей мають приблизно однакову будову: тергіти та стерніти схожі на платівки, а плейрити невеликі або ж недорозвинені.
Необхідність у прикріпленні крил ви́кликала потовщення стінок між сегментами, де кріпляться крилові м'язи. Тут сформувалися міцні платівки (фрагми, від лат. fragmentum — уламок, шматок), які стоять упоперек тіла. Але для збереження рухливості сегментів ділянки, суміжні їз фрагмами, лишилися тонкими. Зміцнення покривів шляхом їх потовщення особливо характерне для твердокрилих і перетинчастокрилих. Але це шлях веде до збільшення маси тіла. Тому у комах укріплення стінок досягаються ще й Т-подібними випинаннями всередину сегменту. Загалом, стерніт і плейрити утворюють щось на зразок глибокої міцної чаші, дно і стінки якої майже або зовсім не згинаються. Тергіт утворює гнучку кришку цієї чаші. Він може вигинатися угору. З'єднаний з чашею гнучкими мембранами, він може ще й рухатися вгору–униз.
Майже уся порожнина у члениках грудей заповнена численними м'язами, що утворюють складку систему. Вона забезпечує різноманітні рухи крил, а також ніг. У порожнині проходять також стравохід, серце, нервова система, але вони займають обмаль місця.

## Додаткові функції
Особлива будова грудних сегментів дозволяє багатьом комахам видавати звуки. Усі ці пристосування мають однакову схему: по зубчатій поверхні, схожій на терпуг або гребінець, треться твердий виступ. Внаслідок цього виникають звуки тихого рипіння або сюрчання. У жуків-вусачів зазублини має середній тергіт, а виступ — на передньоспинці. Мурашки роду Myrmica виступ на третьому тергіті треться о зазублини четвертого. У невеличкого водяного клопа Plea minutissima відростки передньогрудей входять у зазублені виїмки передньогрудей. Коли комаха робить передньогрудьми рухи угору-униз, виникає слабесенький звук.

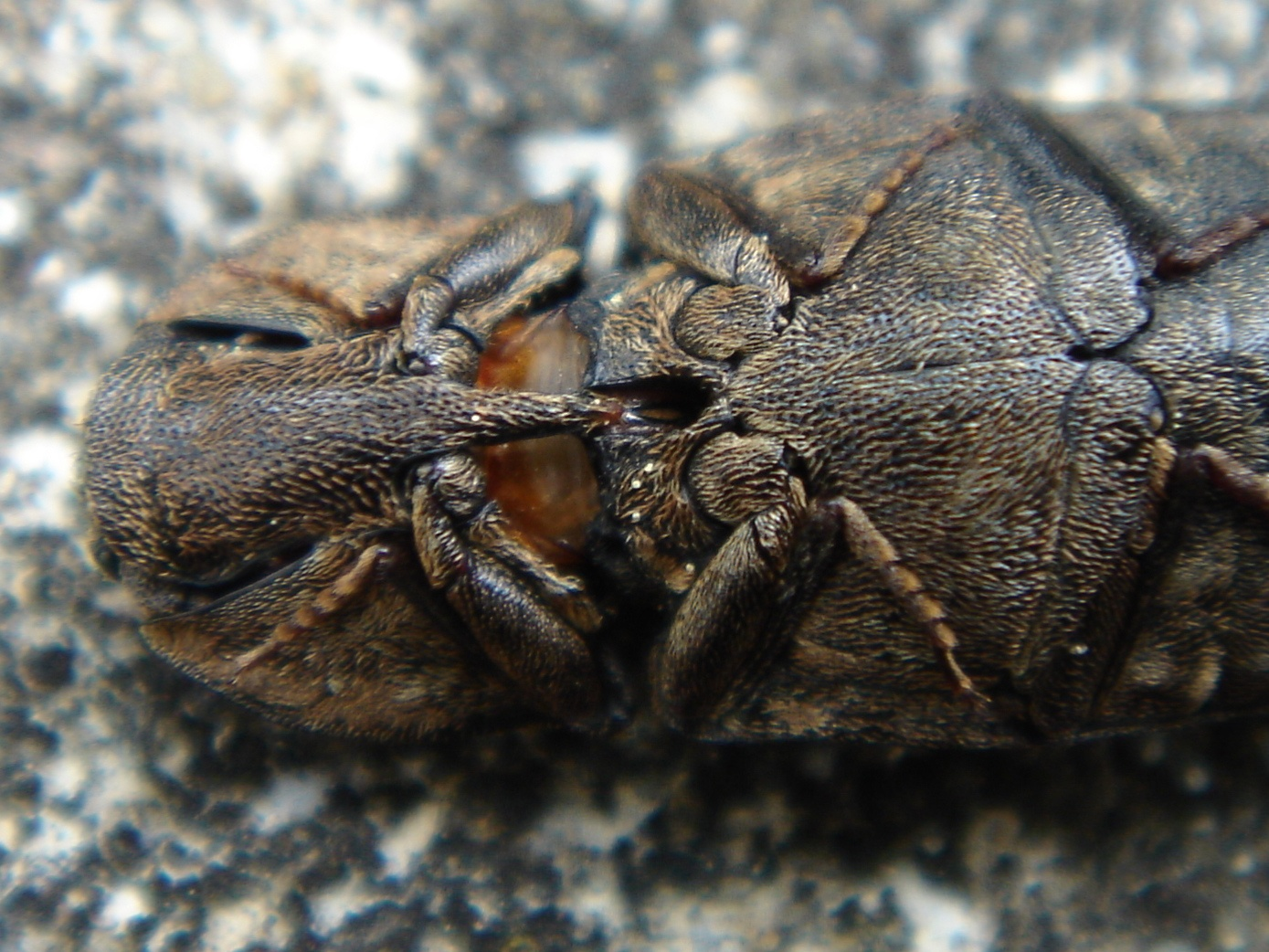
Жук-ковалик Adelocera murina догори черевцем. Видно структуру, що дозволяє комасі підстрибнути (див. текст)

У жуків-коваликів передньогруди мають посередині довгий клиноподібний відросток, що заходить у заглиблення на середньогрудях. А вони відокремлені від передньогрудей підвищеним кантом. Інколи жук, перевернутий на спину, не в змозі повернутися у номральне положення. Тоді він вигинає передньогруди так, щоби тіло спиралося на передньоспинку й задню частину надкрил. При цьому відросток виходить з ямки середньогрудей і впирається у кант. Після цього ковалик різко згинає передньогруди на черевний бік. Відросток з силою зіскакує з канта у заглиблення, із силою б'є у основу надкрил, і це підкидає тіло догори. У повітрі жук перевертається і «приземлюється» звичайно ногами донизу. Якщо це не вдалося, він робить ще один перекид.

## Пов'язані терміни

### Коляр
Коляр або комірець (англ. collar; лат. collare) — це загалом будь-яка структура, що знаходиться між головою та грудьми комахи. Зокрема, у перетинчастокрилих комірцем називають шию, а у двокрилих — шию, або склерити, які прикріплені до грудей, або власне самі груди, або їхні відростки. Крім того, у твердокрилих комірцем називають звужені груди, а у лускокрилих цей термін застосовується щодо склеритів, які прикріплені до грудей і покривають шию.
У джмелів, коляром (лат. collare) називають смужку кольорових волосків, що розташована на передньоспинці.

### Скутеляр
У джмелів, скутеляром (лат. scutellare) називають смужку кольорових волосків, що розташована на щиткові.